# Rivière du Lac Gauthier
Rivière du Lac Gauthier är ett vattendrag i Kanada.   Det ligger i provinsen Québec, i den sydöstra delen av landet, 200 km nordost om huvudstaden Ottawa. Rivière du Lac Gauthier ligger vid sjön Lac Clair.
I omgivningarna runt Rivière du Lac Gauthier växer i huvudsak blandskog. Runt Rivière du Lac Gauthier är det mycket glesbefolkat, med 7 invånare per kvadratkilometer.